# The House on Sorority Row
The House on Sorority Row (també coneguda com House of Evil al Regne Unit) és una pel·lícula slasher estatunidenca del 1982 escrita i dirigida. de Mark Rosman, produït per John G. Clark, i protagonitzat per Eileen Davidson i Kathryn McNeil. La trama segueix un grup de germanes de germanes que són perseguides i assassinades durant la seva festa de graduació després d'amagar una broma fatal contra la seva mare de casa.
En part inspirada en la pel·lícula francesa de 1955 Les Diaboliques, el primer guionista i director Rosman va escriure el guió de la pel·lícula el 1980, llavors titulat Seven Sisters. La pel·lícula es va rodar a Pikesville (Maryland) els mesos d'estiu de 1980, amb fotografies addicionals a Los Angeles.
El novembre de 1982, va rebre una estrena regional limitada abans d'expandir-se el 21 de gener de 1983. La setmana següent va pujar al número u, i finalment va guanyar 10,6 milions de dòlars bruts a taquilla. Malgrat la resposta crítica mixta a l'estrena, la pel·lícula ha obtingut un gran seguiment de culte entre els fans del gènere des de la seva estrena.
The House on Sorority Row va ser nomenada una de les millors pel·lícules slasher de tots els temps per Complex el 2017. Un remake, titulat Sorority Row, va ser llançat el 2009.

## Trama
Set germanes de la fraternitat Katey, Vicki, Liz, Jeanie, Diane, Morgan i Stevie celebren la seva cerimònia de graduació a la seva casa de germanor, situada a l'extrem d'una sororoty row.
La seva celebració és interrompuda per la seva [mare de casa dominant, la Sra. Slater, que nega el pla de les noies d'organitzar una festa de graduació. Les noies, encapçalades per Vicki, menyspreades perquè Slater va tallar el seu llit d'aigua quan Vicki va portar secretament un xicot a la casa de la confraria, li fan una broma: li roben el bastó i el col·loquen a la piscina exterior sense utilitzar de la casa i l'obliguen a punta de pistola a recuperar-lo. La broma surt malament quan Vicki dispara inadvertidament a Slater, que sembla morta, les noies intenten esborrar el seu error fatal intentant desesperadament donar-li tanta atenció mèdica com és possible, com ara Stevie donant-li dues reanimacions boca a boca però no va servir perquè Slater ja estava morta; la Katie, d'altra banda, suggereix una ambulància, però no va poder perquè atrauran testimonis. Les noies accepten amagar el cos a la piscina fins que acabi la seva festa, tot i que Katey i Jeanie són reticents.
A la festa, una figura no identificada utilitza el bastó d'Slater per apunyalar un home que caminava pel bosc. Mentrestant, després de trobar convidats intentant entrar a la piscina, les noies s'adonen que si s'encenen els llums de la piscina, el cos de Slater es revelarà. Stevie va al soterrani per desactivar l'interruptor, on és brutalment apunyalada fins a la mort per l'assassí. Més tard, les llums de la piscina s'encenen molt per a les noies, però el cos de Slater no es troba enlloc.
Decidint que Slater ha d'estar viva, les noies comencen a buscar-la després que la festa s'acabi. Morgan entra a l'habitació de Slater on el cos d'Slater li cau a sobre des de l'escotilla de l'àtic. Vicki suggereix amagar el cos al cementiri vell. A l'àtic, la Katey descobreix joguines per a nens i un ocell mort en gàbia. Posteriorment, Morgan és apunyalada amb el bastó de Slater al seu dormitori.
Diane va a un garatge per engegar la furgoneta per transportar el cos de Slater, però és assassinada per l'assassí que entra pel sostre solar. Poc després, Jeanie és decapitada amb un ganivet de carnisser al bany. Mentrestant, la Katey troba una etiqueta d'alerta mèdica en un collaret que pertany a Slater. Ella truca al número i es posa en contacte amb un Dr. Beck, que ve a la casa. Els dos descobreixen els cossos de Stevie, Morgan i Diane a la piscina. Mentrestant, després de trobar Diane desapareguda, la Vicki i la Liz decideixen conduir al cementiri sense ella per enterrar el cos de Slater. Quan arriben, les dues noies són assassinades per l'agressor. El Dr. Beck acompanya la Katey al cementiri, on troben els cossos de la Vicki i la Liz, així com el de Slater encara a la part posterior de la furgoneta.
Després de donar a la força un sedant a la Katey a casa, el Dr. Beck revela que Slater tenia un fill anomenat Eric que estava deformat i mentalment subdesenvolupat gràcies a un tractament de fertilitat il·legal que li havia donat. El Dr. Beck utilitza la Katey com a esquer perquè pugui capturar l'Eric i encobrir el seu crim. Eric arriba i colpeja el Dr. Beck fins a la mort mentre Katey busca l'arma de Vicki, que no dispara. Ella fuig al bany i troba el cap tallat de Jeanie al lavabo. Horroritzada, s'enfila a l'àtic on és atacada per l'Eric, que ara vesteix una disfressa de pallasso. Ella li dispara repetidament, només per adonar-se que l'arma està carregada amb salves. Llavors fa servir una agulla per apunyalar l'Eric nombroses vegades i ell cau per la porta de l'àtic al pis de sota. Katey creu que està mort i es manté fins esgotar-se. No obstant això, Eric obre els ulls quan la pel·lícula acaba, deixant com a desconegut el destí de Katey.

## Repartiment
- Kathryn McNeil com a Katherine "Katey" Rose
- Eileen Davidson com a Vicki
- Janis Zido com a Liz
- Robin Meloy com a Jeanie
- Harley Kozak com a Diana
- Jodi Draigie com Morgan
- Ellen Dorsher com a Stevie
- Lois Kelso Hunt com a Dorothy Slater
- Christopher Lawrence com el Dr. Nelson Beck
- Michael Kuhn com a Peter
- Michael Sergio com a Rick
- Charles Serio com Eric Slater
- Ruth Walsh com a Sra. Rose

## Producció

### Guió
L'escriptor i director Mark Rosman, que havia assistit a la Universitat de Califòrnia, Los Angeles (UCLA) i després es va graduar a la Universitat de Nova York, va tenir la idea de The House on Sorority Row després de tornar a la seva ciutat natal a Los Angeles. Rosman havia estat membre de la fraternitat de la UCLA, que va utilitzar com a base parcial per escriure el guió, que es va centrar en un grup de membres de la fraternitat que troben la seva vida amenaçada després d'haver encobert una broma fatal. Alguns elements de la pel·lícula, principalment l'ús d'una piscina per ocultar el seu crim, es van inspirar en Les Diaboliques (1955), una pel·lícula francesa de suspens dirigida per Henri-Georges Clouzot. Més tard va declarar que imaginava una pel·lícula de suspens en què "els personatges femenins no serien només víctimes - la idea era que eren culpables, i que s'estaven portant això sobre ells mateixos". El guió tenia diversos títols de treball, inclòs Screamer i Seven Sisters. Rosman va acumular inicialment 125.000 dòlars com a partida inicial del pressupost, amb l'ajuda d'un amic que treballava per a VAE Productions, un estudi independent especialitzat en documentals, amb seu a Washington, D.C.

### Repartiment
La majoria del càsting de The House on Sorority Row va tenir lloc a la ciutat de Nova York, tot i que Eileen Davidson i Janis Zido van ser seleccionades de l'àrea de Los Angeles. Davidson va recordar haver fet una audició a la casa de Rosman a Beverly Hills. Kate McNeil, que va interpretar el paper de Katey, va obtenir el paper mentre encara assistia a cursos de postgrau a la ciutat de Nova Yor.
Harley Jane Kozak va recordar haver assistit a una trucada de càsting en un "magatzem de Manhattan" i haver rebut una trucada telefònica diverses setmanes després amb la notícia que havia obtingut el paper. Lois Kelso Hunt, que retrata la mare de casa irritable, va ser una actriu d'escenari local seleccionada a Washington, D.C.

### Rodatge
The House on Sorority Row va ser el debut com a director del director Rosman així com el primer llargmetratge del director de fotografia Tim Suhrstedt. Tots dos s'havien conegut mentre treballaven com a ajudants de direcció a la pel·lícula de Brian De Palma Home Movies (1980). El rodatge va tenir lloc a Pikesville, Maryland, amb plans d'establiment del campus de la Universitat de Maryland. a l'estiu del 1981. La producció s'havia programat originalment per rodar a Washington, D.C., on es trobava la productora. No obstant això, Rosman va trobar la ubicació de la casa que apareixia a la pel·lícula a Pikesville, que estava en execució hipotecaria, cosa que va permetre a la tripulació filmar per un baix cost. En arribar a la casa per rodar, la tripulació va trobar dos okupes que vivien a la casa, als quals van permetre treballar com a assistents de vídeo. Vincent Perronio, un col·laborador freqüent de John Waters, va acceptar servir com a dissenyador de producció de la pel·lícula i va vestir tota la casa per aparèixer com una sororitat.
El pressupost de la pel·lícula va ser de 300.000 dòlars. Tanmateix, la producció es va quedar sense fons a la meitat del rodatge i Rosman va haver d'assegurar un préstec d'un cosí a Los Angeles per completar la pel·lícula. Durant la fotografia principal, el repartiment es va quedar a Koinonia, un refugi de granja a Pikesville on vivien junts en condicions de "dormitori". La pel·lícula va ser una producció no Screen Actors Guild, i Kozak i McNeil recorden haver rebut una compensació de 50 $ per dia pels seus dies al plató.
Tot i que la fotografia principal es va produir exclusivament a Maryland, es van completar preses i preses addicionals de transició a Los Angeles. Entre aquestes incloïa la presa del personatge de Davidson sent empalat a través de l'ull amb el bastó.

### Postproducció
Film Ventures International, un distribuïdor independent, va comprar la pel·lícula per a la seva distribució després d'haver acabat la fotografia principal, i també va donar als cineastes 125.000 dòlars addicionals per completar la postproducció (la majoria dels quals es van destinar a la banda sonora i a la mescla de la pel·lícula). En una entrevista amb el director Mark Rosman, es va revelar que l'actuació de Lois Kelso Hunt està completament doblada, ja que la seva veu natural era no es considera prou "por" per al paper de la Sra. Slater. Tot i que el seu comportament i el seu rendiment eren adequats, Rosman va trobar que la seva veu no era tan ronca com s'havia imaginat.
Segons Rosman, Film Ventures va sol·licitar dos canvis al tall final de la pel·lícula: El primer va ser que l'escena del flashback inicial, que va ser rodat en blanc i negre, sigui acolorit; Aleshores, la seqüència es va tenyir de color negre i blau. El segon canvi va ser pel que fa al final original. En el final original del director, Katherine es descobreix flotant morta a la piscina, aparentment l'última víctima d'Eric. Film Ventures va sentir que el final era massa desagradable, de manera que Katherine sobreviu a la versió acabada.

### Música
La partitura musical de la pel·lícula va ser escrita per Richard Band i interpretada per la London Philharmonic Orchestra enregistrada a Wembley Studios.

## Estrena
El cartell i la publicitat d'un full van ser creats per l'agència de publicitat habitual de Film Ventures International, Design Projects Incorporated. El propietari del projecte de disseny artístic, Rick Albert, va dirigir el disseny clau del tractament de l'art i el títol. L'art clau va ser il·lustrat per Jack Lynwood, que va pintar il·lustracions per a moltes campanyes cinematogràfiques a finals dels anys setanta i vuitanta. Les copylines van ser escrites per Edward L. Montoro del distribuïdor Film Ventures International.
Inicialment, Metro-Goldwyn-Mayer va expressar interès a distribuir la pel·lícula, però finalment es va retirar, després de la qual cosa Film Ventures International la va comprar per distribuir-la. The House on Sorority Row va rebre una estrena limitada en sales el 19 de novembre de 1982 als Estats Units, obrint a Albuquerque, Nou Mèxic i Las Vegas, Nevada. L'estrena al cinema es va expandir a ciutats importants com Los Angeles s el 21 de gener de 1983.

### Taquilla
Durant el seu ampli cap de setmana d'estrena al gener de 1983, la pel·lícula va guanyar 617.661 dòlars en 153 pantalles, situant-se en el lloc 15 a la taquilla. No obstant això, la pel·lícula va saltar al número 1 i va recaptar prop de 10 milions de dòlars en el seu segon cap de setmana. El seu total brut final va ascendir a 10.604.986 dòlars. La pel·lícula es va estrenar al Regne Unit el desembre de 1983 amb el títol House of Evil.

### Resposta crítica
Durant una presentació de la pel·lícula el 1982, el crític Anthony DellaFlora del Albuquerque Journal va escriure sobre la pel·lícula: "Se suposa que [les pel·lícules de terror] et posen en un estat de terror absolut. Això no ho fa ningú. The House on Sorority Row pot haver aportat un nou significat al terme "tragèdia grega", però sens dubte no va espantar ningú. Mark Rosman, que va produir, dirigir i escriure el suposat thriller ha d'assumir la major part de la culpa d’això". Lou Cedrone de The Baltimore Sun va pensar que "no hi havia sorpreses" ni misteri a la pel·lícula, i va afegir que "la pel·lícula, per dolenta que sigui, és molt divertida si formeu part d'un públic que hi parla". Stephen Hunter, també del Baltimore Sun, va considerar que la pel·lícula era igualment previsible, però va assenyalar que "tècnicament, l'element més fort de la producció és la fotografia, que és d'afilada, de colors brillants i evocadora", comparant-la amb la pel·lícula de Rainer Werner Fassbinder.
L'estudiós cinematogràfic Adam Rockoff assenyala que la pel·lícula es va comparar sovint amb les pel·lícules de Brian De Palma quan es va estrenar, ja que Rosman havia treballat anteriorment com a assistent de De Palma. Frank Hagen, publicant al Standard-Speaker, va comparar favorablement la pel·lícula amb les obres de De Palma i Alfred Hitchcock, i va afegir que està "talls per sobre de la rutina d'escombraries i barres". Rosman sap mantenir el suspens i donar un xoc o dos". Kevin Thomas de Los Angeles Times va elogiar la pel·lícula com una "pel·lícula de terror feta amb habilitat que crea suspens i terror en la qual el gore obligatori es presenta amb una moderació sorprenent". en última instància, considerant-lo un "debut prometedor de l'escriptor i director Rosman". Henry Edgar de Daily Press es va fer ressò d'aquest sentiment, escrivint que la pel·lícula afavoreix el suspens sobre el gore, assenyalant-lo com un "thriller de qualitat" i elogiant les actuacions de McNeil i Davidson, descrivint-les com "creïbles" i "astuts i realistes", respectivament.
Al lloc web de l'agregador de ressenyes Rotten Tomatoes, The House on Sorority Row té una puntuació d'aprovació del 45% basada en 10 ressenyes, amb una puntuació mitjana de 5,23 /10. L'estudiós de cinema Scott Aaron Stine assenyala que la pel·lícula té "valors de producció competents, però això no compensa de cap manera els procediments de memòria". John Kenneth Muir es refereix a la pel·lícula com "un exemple de llibre de text de la pel·lícula slasher dels anys 80" que "presenta un sentit de l'humor diabòlic". El crític Jim Harper assenyala la pel·lícula com a pel·lícula de slasher moralista i probable influència en pel·lícules com I Know What You Did Last Summer (1997).
El 2017, Complex va incloure la pel·lícula en una retrospectiva de les millors pel·lícules slasher de tots els temps. En una retrospectiva de maig de 2018 publicada per Inquisitr, la pel·lícula va ser considerada "una història inquietant de venjança que juga com un comentari social oportú" i la va assenyalar com una pel·lícula de terror que "ha resistit la prova del temps".

### Mitjans domèstics
Elite Entertainment va llançar The House on Sorority Row en DVD el novembre de 2000. El disc presentava el tràiler cinemataogràfic original de la pel·lícula com a funció addicional. El DVD es va tornar a imprimir i es va llançar de nou el 18 de novembre de 2003. Es va tornar a estrenar el 12 de gener de 2010 per commemorar el 25è aniversari de la pel·lícula.
Scorpion Releasing i Katarina's Nightmare Theater van llançar una edició remasteritzada en una combinació de Blu-ray/DVD de 2 discos el gener de 2011. Scorpion Releasing i Code Red van llançar una nova edició Blu-ray l'11 de maig de 2018, amb una nova escaneig de 2K del negatiu màster original. Aquesta edició, venuda exclusivament en línia i limitada a 1.600 unitats, inclou una funda i una obra d'art recentment encarregada.

## Remake
Un remake titulat Sorority Row fou llançada per Summit Entertainment el 2009. La pel·lícula va ser dirigida per Stewart Hendler, amb Mark Rosman, el director de l'original, fent de productor executiu. És protagonitzada per Briana Evigan, Leah Pipes, Rumer Willis, Jamie Chung, Audrina Patridge, Margo Harshman, i Carrie Fisher. El guió va ser reescrit per Josh Stolberg i Pete Goldfinger.

## Llegat
El 2017, Complex va nomenar The House on Sorority Row la 21a millor pel·lícula slasher de tots els temps, escrivint: "The House on Sorority Row és, afortunadament, més que un motivador de la pubertat per adolescents. El director Mark Rosman fa tot el possible per escenificar llargs moments de suspens, apropant-se a les escenes de mort de la pel·lícula amb les seves influències de Hitchcock intactes". El cineasta Quentin Tarantino va incloure la pel·lícula al seu festival de cinema inaugural el 1997, projectant-la juntament amb altres pel·lícules de terror com ara Don't Go in the House (1980) i ...e tu vivrai nel terrore! - L'aldilà (1981).
The House on Sorority Row és esmantada a Scream 2, juntament amb altres quatre pel·lícules slasher de temàtica universitària: The Dorm That Dripped Blood, Splatter University, Graduation Day, i Final Exam.